# Антидзе, Гури Михайлович
Гури Михайлович Антидзе (5 мая 1908 года, село Хеви, Гурийский уезд, Кутаисская губерния, Российская империя — 14 декабря 1953 года, Чохатаурский район, Грузинская ССР) — председатель исполнительного комитета Чохатаурского районного Совета депутатов трудящихся Грузинской ССР. Герой Социалистического Труда (1949).

## Биография
Родился в 1908 году в селе Хеви Гурийского уезда. После получения высшего образования трудился на различных административных и государственных должностях в Чохатаурском районе. В послевоенное время был назначен председателем Чохатаурского райисполкома.
Занимался развитием сельского хозяйства в Чохатаурском районе. Благодаря его организаторской деятельности сельскохозяйственные предприятия Чохатаурского района значительно увеличили производительность труда. В 1948 году урожайность сортового зелёного чайного листа в целом по району превысила плановый сбор на 42,1 %. Указом Президиума Верховного Совета СССР от 29 августа 1949 года удостоен звания Героя Социалистического Труда за «получение высоких урожаев сортового зелёного чайного листа и цитрусовых плодов в 1948 году» с вручением ордена Ленина и золотой медали «Серп и Молот» (№ 4589).
Этим же Указом званием Героя Социалистического Труда были также награждены первый секретарь Чохатаурского райкома партии Шота Илларионович Чануквадзе, заведующий районным отделом сельского хозяйства Илья Михайлович Сихарулидзе, главный районный агроном Галактион Есевич Шарашидзе и колхозница колхоза имени Ленина Чохатаурского района Александра Ираклиевна Еркомайшвили.
Проживал в Чохатаурском районе. Умер в 1953 году.
Награды
- Герой Социалистического Труда
- Орден Ленина
- Орден Трудового Красного Знамени (21.02.1948)
- Медаль «За оборону Кавказа» (01.05.1944)